# دومینیک جینز
دومینیک جینز (انگلیسی: Dominic Janes؛ زادهٔ ۱۱ فوریهٔ ۱۹۹۴) یک هنرپیشه اهل ایالات متحده آمریکا است.
از فیلم‌ها یا برنامه‌های تلویزیونی که وی در آن نقش داشته است می‌توان به گرازهای وحشی اشاره کرد.